# Genesys (companie)
Genesys a fost un grup de companii de IT din România, înființat în anul 1993 care a dat faliment în 2013. Proprietarul companiei era Sorin Baltag.
Genesys furniza soluții, sisteme, servicii și aplicații software. Din grup făceau parte companiile Genesys Systems, Genesys Distribuție (lansată în 2006), Genesys Distribution Bulgaria și One Net Services.
Număr de angajați în 2009: 135 
Cifra de afaceri:
- 2008: 30 milioane euro [3]
- 2007: 30 milioane euro [5]